# Mohammad Hákpur
Mohammad Hákpur (perzsául: محمد خاکپور; Teherán, 1969. február 20. –) iráni-amerikai labdarúgó, az U23-as válogatott szövetségi kapitánya.

## Pályafutása

### A válogatottban
1989 és 2000 között 48 alkalommal szerepelt az iráni válogatottban és két gólt szerzett. Tagja volt az 1998-as francia világbajnokságon részt vevő csapatnak.

## Sikerei, díjai
Irán
- Ázsia-kupa
  - bronzérmes: 1996